# Stanton (Michigan)
Stanton település az Amerikai Egyesült Államok Michigan államában, Montcalm megyében, melynek megyeszékhelye is. Lakosainak száma 1348 fő (2020. április 1.).

## Népesség
A település népességének változása:

| 2010 | 1 417 |
| 2020 | 1 348 |